# CLIPS-1
『CLIPS-1』（クリップス・ワン）は、日本のロックバンド・MOON CHILDの映像作品。1998年3月25日にavex traxより発売された。

## 概要
- バンド唯一の映像作品。デビューシングル「Brandnew Gear」から「Hallelujah in the snow」までのシングル7曲のミュージック・ビデオを収録。
- 2025年現在、本作は単独でDVD化されず廃盤となっているが2005年にベスト・アルバム『COMPLETE BEST』に本作以降のシングル3曲のミュージック・ビデオに加え、ライブ映像を収録したDVDが付属する形で本作の収録曲全てがDVD化された。

## 収録内容
| #  | タイトル                     | 作詞 | 作曲・編曲 |
| -- | ---------------------------- | ---- | ---------- |
| 1. | 「Brandnew Gear」            |      |            |
| 2. | 「Over the rainbow」         |      |            |
| 3. | 「Blue Suede Shooting Star」 |      |            |
| 4. | 「微熱」                     |      |            |
| 5. | 「ESCAPE」                   |      |            |
| 6. | 「アネモネ」                 |      |            |
| 7. | 「Hallelujah in the snow」   |      |            |